# Identitate și Democrație
Identitate și Democrație (în franceză Identité et démocratie, ID) a fost un grup politic de dreapta spre extrema dreaptă din Parlamentul European, lansat la 13 iunie 2019 pentru al Nouălea Parlament European. Este compus din naționaliști, populiști de dreapta și partide naționale eurosceptice din 10 națiuni europene. Este succesorul grupului Europa Națiunilor și Libertăților grup format în timpul celei de a opta legislatură.

## Istorie
La 12 iunie 2019 a fost anunțat că succesorul grupului Europa Națiunilor și Libertăților (ENL) va fi numit ”Identitate și Democrație” (ID), și include partidul italian Lega per Salvini Premier(LSP), francezii de la Frontul Național (FN) și Alternativa pentru Germania (AfD) ca partide membre. Partidul Finlandezilor este un alt membru. Europarlamentarul LN Marco Zanni a fost ales ca nou președinte al grupului. Grupul este compus la acest moment din 73 de europarlamentari, a fost lansat în Bruxelles de liderul FN Marine Le Pen la 13 iunie 2019.
Partidul olandez Pentru Libertate (PVV) a eșuat în a putea ocupa un loc îm PE la ultimele alegeri, în orice caz, a obținut un loc după Brexit. Liderul partidului, Geert Wilders, și-a declarat intenția, odată ce Brexit se va întâmpla, de a alinia PVV cu ID-ul, cu condiția ca repartizarea post-Brexit să fie confirmată de Consiliul European.

### Alegerile europarlamentare din 2024
Înaintea alegerilor pentru Parlamentul European din 2024, candidatul principal al AfD, Maximilian Krah, a făcut declarații controversate despre Waffen-SS într-un interviu care a fost întâmpinat cu furie în cadrul grupului. Ca răspuns, purtătorii de cuvânt ai Adunării Naționale, Jordan Bardella și Caroline Parmentier, au anunțat că se vor despărți de Alternativa pentru Germania după alegeri și că nu vor include AfD în grup din cauza remarcilor și acuzațiilor lui Krah de influența spionajului chinez asupra partidului. Liderul Ligii, Matteo Salvini, și partidul ceh Democrația Liberă și Directă au susținut ulterior poziția adoptată de Adunarea Națională, ambele partide afirmând că vor înceta colaborarea cu AfD după alegeri. Vlaams Belang a criticat declarațiile lui Krah cu europarlamentarul VB Gerolf Annemans, care l-a numit pe Krah „din ce în ce mai problematic”, dar a refuzat să-l expulzeze imediat și să întrerupă cooperarea cu AfD, argumentând în schimb că vor aștepta până după alegeri înainte de a lua o decizie. Partidul Popular Danez a emis un ultimatum că AfD ar putea rămâne în grupul ID doar cu condiția expulzării lui Krah, europarlamentarul Anders Vistisen afirmând că AfD ar trebui să epureze elementele extremiste ca cele două partide să continue să lucreze împreună. Partidul portughez Chega, membru al Partidului ID, a descris decizia RN ca fiind o „schimbare de joc” și a sugerat că acum va lua în considerare aderarea la grupul Conservatorilor și Reformiștilor Europeni sau la un nou grup fuzionat din Parlamentul European. Partidele din Estonia și Austria EKRE și FPÖ au susținut înlăturarea lui Krah, dar s-au opus expulzării întregii facțiuni AfD. După o întâlnire internă și un vot, consiliul de administrație pentru Identitate și Democrație s-a votat ulterior în favoarea renunțării AfD, liderul grupului Marco Zanni citând interviul lui Krah, precum și rapoarte despre influența chineză și rusă asupra AfD. În consecință, AfD a devenit un partid fără grup în europarlament. În urma deciziei, AfD a spus că lui Krah nu i se va permite să stea alături de facțiunea AfD în Parlamentul European după alegeri și că vor negocia pentru a se realătura grupului ID. Cu toate acestea, AfD a eșuat în încercarea de a se realătura, liderii ID luând decizia de a nu readmite partidul.
Pe 28 iunie, Democrația Liberă și Directă a anunțat că va părăsi grupul pentru a forma un nou grup numit „Europa Națiunilor Suverane”, invocând dezacordurile cu alți membri ID cu privire la Acordul Verde European, imigrație, cenzură și Ucraina. Acest nou grup este descris ca fiind condus de AfD.
Pe 30 iunie, Partidul Libertății din Austria a anunțat, de asemenea, că va părăsi ID pentru a forma un nou grup numit „Patrioți pentru Europa”, alături de Fidesz și ANO 2011. La scurt timp după aceea, Chega, membru al Partidului ID, a anunțat și el că se va alătura. „Patrioți pentru Europa” în loc de grupul ID. Liderul Partidului Olandez pentru Libertate, Geert Wilders, a anunțat, de asemenea, că partidul său se va alătura noului grup, urmat de Partidul Popular Danez și Vlaams Belang, ambele declarând că se vor alătura. Liga a declarat că ia în considerare cu fermitate aderarea, în timp ce Adunarea Națională a intrat în „discuții avansate” pentru a discuta aderarea.
Pe 8 iulie 2024, Liga și Adunarea Națională au părăsit gruparea pentru a se alătura Patrioților pentru Europa astfel că grupul Identitate și Democrație a încetat să existe.

## Ideologie
Grupul își enumeră, în linii mari, prioritățile de bază: crearea de locuri de muncă și creștere economică, creșterea securității, oprirea imigrației ilegale și combaterea birocrației UE. Comentatorii politici au descris în mod diferit politicile grupului Identitate și Democrație drept naționaliste, populiste de dreapta și eurosceptice, deși grupul se subliniază ca suveranist, spre deosebire de „anti-european”.

## Membrii grupului

Identitate și Democrație are deputați europeni în 7 state membre. Albastrul închis indică statele membre care trimit mai mulți europarlamentari, albastrul deschis indică statele membre care trimit un singur europarlamentar.

| Țară              | Partidul Național                        | Partidul European                 | Locuri în PE |
| ----------------- | ---------------------------------------- | --------------------------------- | ------------ |
| Austria           | Partidul Libertății din Austria          | Partidul Identitate și Democrație | 3 / 19       |
| Belgia            | Interesul Flamand                        | Partidul Identitate și Democrație | 3 / 21       |
| Republica Cehă    | Democrația Liberă și Directă             | Partidul Identitate și Democrație | 2 / 21       |
| Danemarca         | Partidul Popular Danez                   | Nu are                            | 1 / 14       |
| Estonia           | Partidul Popular Conservator din Estonia | Partidul Identitate și Democrație | 1 / 7        |
| Franța            | Frontul Național                         | Partidul Identitate și Democrație | 23 / 79      |
| Italia            | Liga Nordului                            | Partidul Identitate și Democrație | 28 / 76      |
| Uniunea Europeană | Total                                    | Total                             | 49 / 705     |

### Foști membri
| Țară          | Partidul Național           | Partidul European                 | Noul grup | Locuri în PE |
| ------------- | --------------------------- | --------------------------------- | --------- | ------------ |
| Finlanda      | Partidul Finlandez          | Nu are                            | CRE       | 2 / 14       |
| Germania      | Alternativa pentru Germania | Partidul Identitate și Democrație | Nu are    | 9 / 96       |
| Țările de Jos | Forumul pentru Democrație   | Nu are                            | Nu are    | 1 / 29       |

## Lideri
- Președinte : Marco Zanni